# NGC 3574
NGC 3574 est une lointaine galaxie lenticulaire (elliptique ?) située dans la constellation du Lion. NGC 3574 a été découverte par l'astronome français Édouard Stephan en 1877.

## Caractéristiques
Sa vitesse par rapport au fond diffus cosmologique est de 10 481 ± 22 km/s, ce qui correspond à une distance de Hubble de 155 ± 11 Mpc (∼506 millions d'al). 
À ce jour, une mesure non basée sur le décalage vers le rouge (redshift) donne une distance d'environ 155,000 Mpc (∼506 millions d'al). Cette valeur est à l'intérieur des valeurs de la distance de Hubble.
NGC 3574 est une galaxie active (AGN) dont le type n'est pas spécifié.